# 曲洛乡 (定日县)
曲洛乡（藏語：ཆུ་ལྷོ་），是中华人民共和国西藏自治区日喀则市定日县下辖的一个乡镇级行政单位。

## 行政区划
曲洛乡下辖以下地区：
左措村、热木青村、木队村、措昂村、班久岗村、措娃村、仁果村、吉雄村和嘎白村。